# Pahiño
Manuel Fernández Fernández, mais conhecido como Pahiño (Vigo, 21 de janeiro de 1923 – Madrid, 12 de junho de 2012), foi um futebolista espanhol.

## Carreira
Pahiño iniciou sua carreira em 1939, aos dezesseis anos de idade, no Navia CF. No ano seguinte, transferiu-se para o Arenas de Alcabre, onde permaneceu até 1943. Neste ano, seu talento chamou a atenção do Celta de Vigo, equipe de destaque da Primeira Divisão Espanhola, que o contratou para o time principal . 
Desde sua primeira temporada no Celta de Vigo, Pahiño consagrou-se como titular absoluto da posição . Na temporada 1947-48, seus gols ajudaram a equipe a conquistar o quarto lugar no Campeonato Espanhol de Futebol e a classificar-se para a final da Copa do Generalíssimo. Seu desempenho lhe rendeu seu primeiro Troféu Pichichi, como o goleador da temporada, com 23 gols .
Sua posição de destaque no Celta de Vigo, entretanto, não se refletia em seu salário . Sendo um dos jogadores mais mal pagos da equipe, Pahiño decidiu reivindicar um aumento de salário, gerando um grande conflito com a diretoria do Celta e as acusações de "polêmico", "rebelde" e "anti galego" .
Ao término da temporada 1947-48, Pahiño e seu companheiro de equipe Miguel Muñoz são contratados pelo Real Madrid. Mantendo seu bom desempenho, Pahiño torna-se o goleador da temporada 1951-52, com 28 gols, e conquista seu segundo Troféu Pichichi . Em 1952, ele conquistaria seu primeiro título internacional: o Mundialito de Clubes da Venezuela .
Em 1953, enfrentando problemas para a renovação de seu contrato, Pahiño deixa o Real Madrid para integrar o elenco do Deportivo La Coruña, jogando ao lado de Luis Suárez e Arsenio Iglesias . Na sexta rodada de La Liga daquela temporada, Pahiño enfrentou seu ex-clube (já com o famoso Alfredo Di Stéfano ocupando sua antiga posição) e marcou os dois gols da primeira vitória do La Coruña contra o Real Madrid .
Na temporada 1956-57, Pahiño integra a equipe do Granada CF, ajudando o time a retornar à Primeira Divisão Espanhola . Com esta conquista, Pahiño despede-se dos gramados.

### Seleção espanhola
Sua estréia na Seleção Espanhola foi num jogo amistoso contra a Seleção Suíça, em 20 de junho de 1948, onde marcou um dos três gols da equipe no empate de 3 a 3 . 
Apesar de seu bom desempenho nos clubes, Pahiño só disputou três partidas pela Seleção Espanhola, fato que atribuiu às suas convicções políticas de esquerda . Sua última atuação pela equipe foi num jogo amistoso contra a Seleção Irlandesa, em 27 de novembro de 1955, marcando os gols espanhóis no empate de 2 a 2 . 

## Estatísticas

### Clubes
| Clube               | Temporada | Divisão          | La Liga | La Liga |
| Clube               | Temporada | Divisão          | Jogos   | Gols    |
| ------------------- | --------- | ---------------- | ------- | ------- |
| Celta de Vigo       | 1943–44   | Primeira Divisão | 15      | 4       |
| Celta de Vigo       | 1944–45   | Segunda Divisão  | 19      | 3       |
| Celta de Vigo       | 1945–46   | Primeira Divisão | 22      | 15      |
| Celta de Vigo       | 1946–47   | Primeira Divisão | 23      | 16      |
| Celta de Vigo       | 1947–48   | Primeira Divisão | 22      | 20      |
| Real Madrid         | 1948–49   | Primeira Divisão | 24      | 21      |
| Real Madrid         | 1949–50   | Primeira Divisão | 22      | 19      |
| Real Madrid         | 1950–51   | Primeira Divisão | 24      | 21      |
| Real Madrid         | 1951–52   | Primeira Divisão | 27      | 28      |
| Real Madrid         | 1952–53   | Primeira Divisão | 25      | 19      |
| Deportivo La Coruña | 1953–54   | Primeira Divisão | 28      | 14      |
| Deportivo La Coruña | 1954–55   | Primeira Divisão | 22      | 18      |
| Deportivo La Coruña | 1955–56   | Primeira Divisão | 22      | 14      |
| Total               |           |                  | 295     | 212     |

### Gols internacionais
| #  | Data                   | Local                                           | Adversário  | Placar | Resultado | Edição                       |
| -- | ---------------------- | ----------------------------------------------- | ----------- | ------ | --------- | ---------------------------- |
| 1. | 20 de junho de 1948    | Estádio Hardturm, Zurique, Suíça                | Suíça       | 0-1    | 3–3       | Jogo amistoso                |
| 2. | 2 de janeiro de 1949   | Estadi Olimpic de Montjuic, Barcelona, Espanha  | Bélgica     | 0-1    | 1–1       | Jogo amistoso                |
| 3. | 12 de julho de 1952    | Estádio Olímpico de Caracas, Caracas, Venezuela | La Salle SC | 2-1    | 2-3       | Mundialito de Clubes de 1952 |
| 4. | 27 de novembro de 1955 | Dalymount Park, Dublin, Irlanda                 | Irlanda     | 1–1    | 2–2       | Jogo amistoso                |
| 5. | 27 de novembro de 1955 | Dalymount Park, Dublin, Irlanda                 | Irlanda     | 1-2    | 2–2       | Jogo amistoso                |

## Prêmios individuais
| Prêmio          |                         |                     |
| Prêmio          | Distinção               | Temporada           |
| --------------- | ----------------------- | ------------------- |
| Troféu Pichichi | Artilheiro da Temporada | 1947-1948 1951-1952 |